# Čechtice
Čechtice település Csehországban, a Benešovi járásban. Čechtice Chmelná, Chýstovice, Chyšná, Čáslavsko, Načeradec, Strojetice, Pravonín, Křivsoudov, Křešín, Borovnice és Mnichovice településekkel határos. Lakosainak száma 1453 fő (2024. január 1.).

## Népesség
A település lakosságának változását az alábbi diagram mutatja:
| Lakosok száma | 2951 | 2982 | 2726 | 1960 | 1564 | 1424 | 1373 | 1403 | 1412 | 1453 |
|               | 1869 | 1890 | 1921 | 1950 | 1980 | 2001 | 2017 | 2019 | 2022 | 2024 |